# Sida atherophora
Sida atherophora är en malvaväxtart. Sida atherophora ingår i släktet sammetsmalvor, och familjen malvaväxter.

## Underarter
Arten delas in i följande underarter:
- S. a. atherophora
- S. a. magnifica